# Roberts Peak
Roberts Peak är en bergstopp i Antarktis. Den ligger i Västantarktis. Chile gör anspråk på området. Toppen på Roberts Peak är 2 011 meter över havet, eller 16 meter över den omgivande terrängen. Bredden vid basen är 0,61 km.
Terrängen runt Roberts Peak är varierad. Trakten är obefolkad. Det finns inga samhällen i närheten. 